# Ulica Dowcip w Warszawie
Ulica Dowcip – ślepo kończąca się ulica w Warszawie odchodząca od ul. Czackiego.

## Historia
Ulica została przeprowadzona w latach 1882–1884 na posesji Adolfa Szmidta przy ul. Czackiego i nazwana Dowcip z racji sprytnego wykorzystania zapisu hipotecznego dającego prawo do widoku na ogród księży misjonarzy, zlokalizowany po wschodniej stronie ulicy Mazowieckiej. Zapis ów przysługiwał posesji przy Mazowieckiej 8, zamykającej zaułek. 
Zabudowę ulicy w czasie jej wytyczenia stanowiły cztery kamienice wybudowane według projektu Józefa Piusa Dziekońskiego, przyporządkowane numeracji ul. Czackiego. Ponieważ Adolf Szmidt nie był w stanie spłacić dużego kredytu zaciągniętego na ich budowę, zostały one wystawione na licytację. Jedną z nich nabył minister spraw zagranicznych II Rzeczypospolitej, Eustachy Kajetan książę Sapieha.
Cała dawna zabudowa ulicy została zniszczona w okresie 1939–1945. W okresie powojennym ulicę obudowano współczesnymi domami.
W 2018 pod nr 4, w budynku należącym dawniej do Telekomunikacji Polskiej, otwarto Kapsuła Hostel – największy w Warszawie hotel kapsułowy.